# 扁刺锥
扁刺锥（学名：Castanopsis platyacantha），为壳斗科锥属下的一个植物种。